# Daniel Mays
 Daniel Mays (ur. 31 marca 1978) – brytyjski aktor filmowy i telewizyjny.

## Filmografia
- 2005: Życie ukryte w słowach jako Martin
- 2007: Pokuta jako Tommy Nettle
- 2008: Angielska robota jako Dave Shilling
- 2012: Byzantium jako Noel
- 2013: Czas zapłaty jako Nathan Bartnick